# Juchnowicze (rejon janowski)
Juchnowicze (biał. Юхнавічы, Juchnawiczy; ros. Юхновичи, Juchnowiczi) – wieś na Białorusi, w obwodzie brzeskim, w rejonie janowskim, w sielsowiecie Brodnica, nad Filipówką.
W pobliżu znajduje się stacja kolejowa Juchnowicze, położona na linii Łuniniec – Żabinka.

## Historia
W XIX i w początkach XX w. położone były w Rosji, w guberni mińskiej, w powiecie pińskim, w gminie Duboj.
W dwudziestoleciu międzywojennym wyróżniano trzy miejscowości o tej nazwie: wieś, folwark i stację kolejową. Leżały one w Polsce, w województwie poleskim, w powiecie pińskim, w gminie Brodnica. Demografia w 1921 przedstawiała się następująco:
|                      | Liczba mieszkańców | Budynki | Narodowość | Narodowość | Narodowość | Narodowość  | Wyznanie          | Wyznanie   | Wyznanie |
| Białorusini          | Liczba mieszkańców | Budynki | Polacy     | Żydzi      | inna       | prawosławne | rzymskokatolickie | mojżeszowe |          |
| -------------------- | ------------------ | ------- | ---------- | ---------- | ---------- | ----------- | ----------------- | ---------- | -------- |
| wieś Juchnowicze     | 387                | 65      | 326        | 15         | 40         | 6           | 334               | 13         | 40       |
| folwark Juchnowicze  | 64                 | 6       | 22         | 36         | 5          | 1           | 23                | 34         | 7        |
| st. kol. Juchnowicze | 29                 | 3       | 15         | 14         | 0          | 0           | 15                | 14         | 0        |

Po II wojnie światowej w granicach Związku Sowieckiego. Od 1991 w niepodległej Białorusi.